# Rinodina biloculata
Rinodina biloculata är en lavart som först beskrevs av William Nylander och som fick sitt nu gällande namn av Sheard. 
Rinodina biloculata ingår i släktet Rinodina och familjen Physciaceae. Inga underarter finns listade i Catalogue of Life.